# Seguapallene insignatus
Seguapallene insignatus is een zeespin uit de familie Callipallenidae. De soort behoort tot het geslacht Seguapallene. Seguapallene insignatus werd in 1975 voor het eerst wetenschappelijk beschreven door Pushkin. 